# Slaskrensare

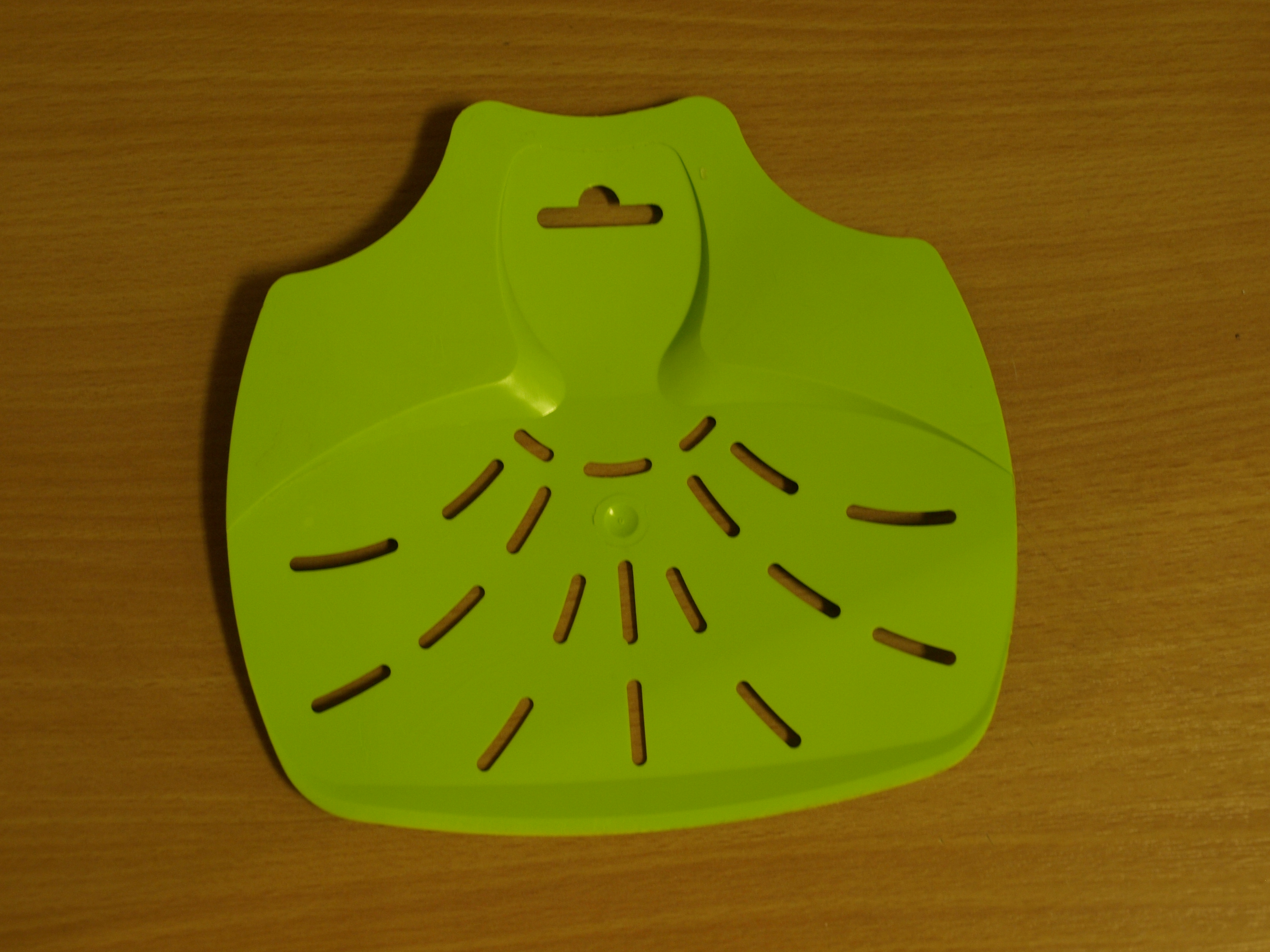
Slaskrensare. Hålen är till för att eventuellt vatten ska avlägsnas vid användning, jämför med durkslag.

Slaskrensare eller slaskskrapa är ett köksredskap i plast, konstruerat för att i huvudsak ta upp och förflytta avfall från diskhon till soporna. Den kan även användas för att rengöra bordet från matrester efter en måltid. Slaskrensare finns i många olika färger.
Slaskskrapan uppfanns 1986 av Lars-Anders Edström som dock snabbt fick se sig plagierad av andra. Edströms original hade runda hål medan den första kopian hade avlånga. Till ändamålet används annars antingen hushållspapper eller disktrasa.